# Grabovica (Doboj)
Grabovica (szerbül: Грабовица), település Bosznia-Hercegovinában, a Szerb Köztársaság északi régiójában Doboj községben. 

## Fekvése
A település Bosznia-Hercegovina északi részén, Dobojtól légvonalban 7, közúton 11 km-re északnyugatra, a Krnjin régióban, 130-250 méteres magasságban található.

## Népessége
| Nemzetiségi csoport | Népesség 1991 | Népesség 2013 |
| ------------------- | ------------- | ------------- |
| Szerb               | 777           | 606           |
| Bosnyák             | 0             | 1             |
| Horvát              | 5             | 5             |
| Jugoszláv           | 0             | 9             |
| Egyéb               | 0             | 7             |
| Összesen            | 798           | 612           |

## Története
Az egykor Stanovi részét képező település 1878-ig tartozott az Oszmán Birodalomhoz, ekkor a berlini kongresszus határozata alapján az Osztrák-Magyar Monarchia része lett. A monarchia szétesésével 1918-ban előbb a Szerb-Horvát-Szlovén Királyság, majd 1929-től a Jugoszláv Királyság része lett. Az 1929-es törvény értelmében, amikor Bosznia-Hercegovinát négy banovinára, Drinskára, Vrbaskára, Zetskára és Primorskára osztották, a település a Vrbaska banovina része lett, amelynek székhelye Banja Luka volt.
A második világháborúban Jugoszlávia megszállása után a Független Horvát Állam (NDH) része lett. A második világháború után 1992-ig a település a szocialista Jugoszlávia keretében a Bosznia-Hercegovinai Népköztársaság része volt. A boszniai háborút lezáró daytoni békeszerződés rendelkezése alapján az ország területét felosztották a Bosznia-hercegovinai Föderáció és a boszniai Szerb Köztársaság között.  A békeszerződés utáni területmegosztási megállapodás értelmében a Boszniai Szerb Köztársasághoz és Doboj községhez került. 

## Kultúra
A KUD Krnjin Grabovica Kulturális és Művészeti Egyesületet 2015-ben alapították. Céljuk, hogy megóvják a feledéstől annak a régiónak a kultúráját, hagyományait és szokásait, ahonnan származnak. A társulat egyfajta jellegzetessége az „Izvore igre sa Krnjina” „Eredeti táncok a Krnjinből” című műsoruk, amely a társulat régiójának hagyományos játékainak koreográfiai feldolgozása. Jelmezeiket a 20. század első feléből származó eredeti népviselet alapján készítették. A táncokat hegedűvel és a sargia nevű hagyományos hangszerrel kísérik. A KUD Krnjin tagja a Banja Luka-i székhelyű Amatőr Kulturális és Művészeti Egyesületek Szövetségének, valamint a szerbiai „Hagyományőrzők Đeram” egyesületnek, amely Szerbia, Bosznia-Hercegovina és Horvátország amatőr kulturális és művészeti egyesületeit tömöríti. Az egyesületnek jelenleg körülbelül 100 tagja van, három korosztályra osztva, és folyamatban van az egyesület veterán részlegének a szervezése. Az elmúlt időszakban a társulatnak számos fellépése volt  belföldön és külföldön: Szerbiában, Horvátországban, Szlovéniában és Olaszországban.